# Wapen van Meerlo

Wapen van Meerlo

Het wapen van Meerlo werd op 7 november 1886 verleend door de Hoge Raad van Adel aan de Limburgse gemeente Meerlo. Per 1 juli 1969 ging Meerlo op in gemeente Meerlo-Wanssum. Het gemeentewapen kwam daardoor te vervallen. De heilige op het wapen werd overgenomen op het wapen van Meerlo-Wanssum. Door opheffing van de laatste gemeente per 2010 valt Meerlo nu onder Horst aan de Maas.

## Blazoenering
De blazoenering van het wapen luidde als volgt:
Van lazuur, beladen met het beeld van den H.Johannes den Dooper, omhangen met een kemelsharen kleed, alles van goud, houdende in de rechterhand een herderstaf en met de linker een tegen hem opspringend lam streelende, insgelijks van goud, ter rechter zijde de letter L en ter linkerzijde de letter H, beiden van goud.
De heraldische kleuren zijn azuur (blauw) en goud (goud of geel). Dit zijn de rijkskleuren. Niet vermeld wordt dat de heilige op een grond van goud staat.

## Geschiedenis
Het gemeentewapen is afgeleid van een zegel van de schepenbank van Meerlo op een akte uit 1651 en toont de parochieheilige van de gemeente. De betekenis van de letters L en H op het wapen is niet bekend.
Ambt Montfort
· Amby
· Amstenrade
· Arcen en Velden
· Baexem
· Beegden
· Beek
· Belfeld
· Bemelen
· Berg en Terblijt
· Bingelrade
· Bocholtz
· Borgharen
· Born
· Broekhuizen
· Broeksittard 
· Buggenum
· Bunde
· Cadier en Keer
· Echt 
· Eijsden
· Elsloo
· Eygelshoven
· Geleen
· Gennep
· Geulle
· Grathem
· Grevenbicht
· Gronsveld
· Grubbenvorst
· Gulpen 
· Haelen
· Heel
· Heel en Panheel
· Heer
· Helden
· Herten
· Heythuysen
· Hoensbroek
· Horn
· Horst
· Houthem
· Hulsberg
· Hunsel
· Itteren
· Jabeek
· Kessel
· Klimmen
· Limbricht
· Linne
· Maasbracht
· Maasbree
· Maasniel
· Margraten
· Meerlo
· Meerlo-Wanssum
· Meerssen
· Meijel
· Melick en Herkenbosch
· Merkelbeek
· Mheer
· Montfort
· Munstergeleen
· Neer
· Neeritter
· Nieuwenhagen
· Nieuwstadt
· Noorbeek
· Nuth
· Onderbanken
· Obbicht en Papenhoven
· Ohé en Laak
· Oirsbeek
· Ottersum
· Oud-Valkenburg
· Oud-Vroenhoven
· Posterholt
· Roggel
· Roggel en Neer
· Roosteren
· Schaesberg
· Schimmert
· Schinnen
· Schinveld
· Sevenum
· Simpelveld
· Sint Geertruid
· Sint Odiliënberg
· Sint Pieter
· Sittard
· Slenaken
· Spaubeek
· Stramproy
· Stevensweert
· Susteren
· Swalmen
· Tegelen
· Thorn
· Ubach over Worms
· Ulestraten
· Urmond
· Valkenburg
· Vlodrop
· Wanssum
· Wessem
· Wijlre
· Wijnandsrade
· Wittem